# Escuela Especial Militar de Saint-Cyr
La Escuela Especial Militar de Saint-Cyr o ESM (en francés: École Spéciale Militaire de Saint-Cyr) es un establecimiento de enseñanza superior de Francia, que forma a oficiales del Ejército de Francia. Su divisa es "Ils s'instruisent pour vaincre" ("se instruyen para vencer").

## Historia

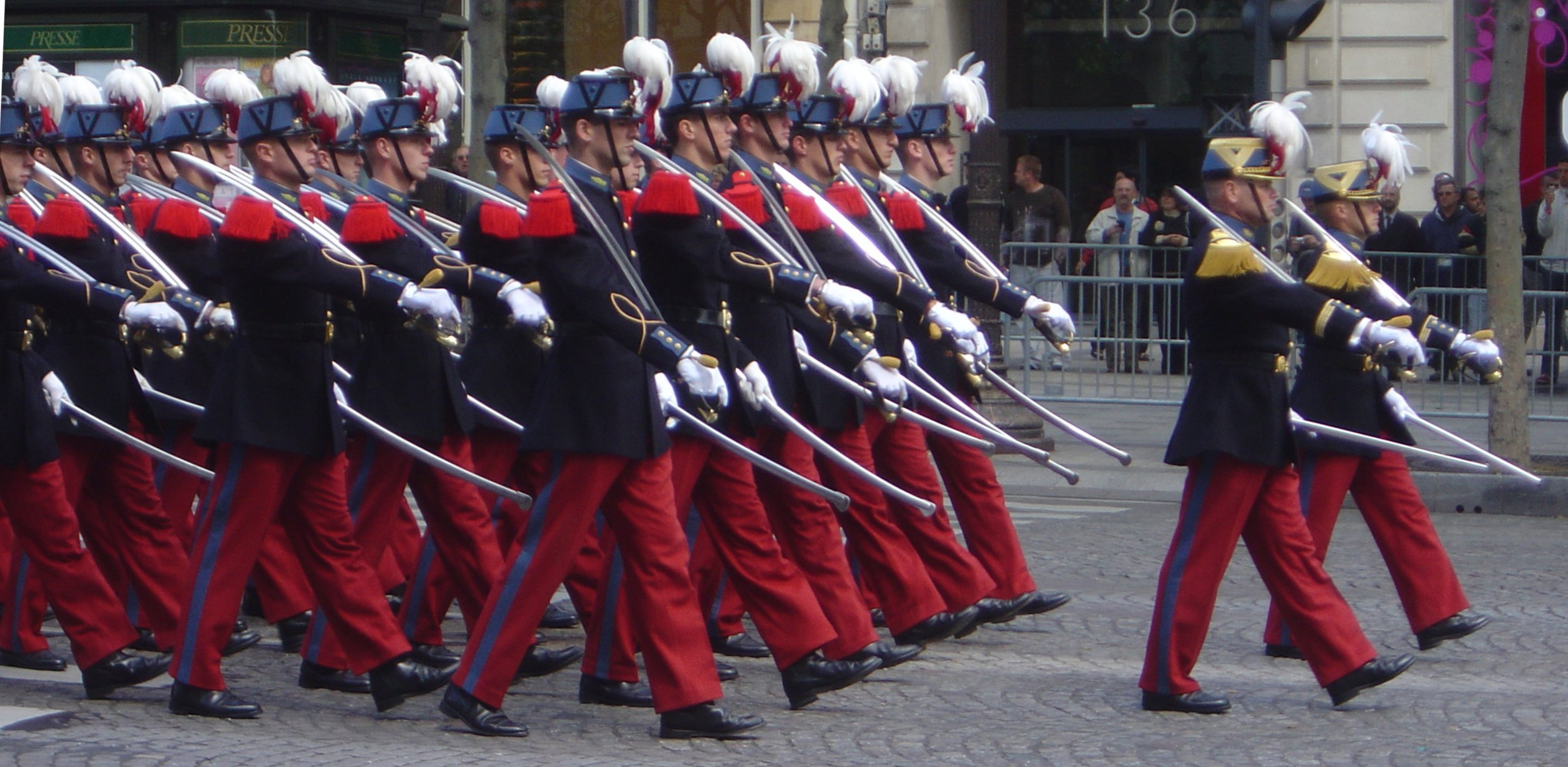
Desfile de los cadetes de la Escuela Militar Especial de Saint-Cyr en uniforme de parada.

La escuela fue creada por la ley del 11 de floreal del año X (que corresponde al 1 de mayo de 1802) por orden de Napoleón Bonaparte, quien ordenó su instalación en Fontainebleau el 28 de enero de 1803. En 1806 se trasladó a la ciudad de Saint-Cyr (Yvelines), en los edificios de la Casa real de San Luis, fundada por madame de Maintenon en 1686. Se transformó en Escuela Imperial Militar en 1804, aunque sólo a partir de 1818 empezaron a llegar alumnos de manera regular y constante.
En 1940, después de la derrota tras la batalla de Francia, Saint-Cyr y Saint-Maixent (la Academia Militar de la Infantería) fueron trasladadas a Aix-en-Provence bajo la Francia de Vichy. En el mes de noviembre de 1942, después del establecimiento del Gobierno del mariscal Philippe Pétain en los territorios no ocupados, ambas escuelas fueron disueltas por los alemanes. Algunos alumnos lograron huir de la ocupación, pasando por España para refugiarse en la Escuela de aspirantes de Cherchell-Médiouna, en Argelia. 
Desde 1940, los oficiales eran formados paralelamente en el Reino Unido por una "Academia militar de cadetes de la Francia Libre", fundada por el general de Gaulle. En 1944 la Escuela de Cherchell se transformó en la Academia Militar Interarmas (EMIA), encargada de formar a todos los oficiales del Ejército, tanto a los procedentes del reclutamiento directo en Saint-Cyr, como a los del reclutamiento interno de Saint-Maixent.
En 1946 la Escuela se trasladó a Coëtquidan porque los edificios habían sido destruidos por los bombardeos aliados. La formación dura 3 años.
Desde 1983 permite el ingreso de mujeres.

## Alumnos famosos

### Franceses
- Hélie Denoix de Saint Marc
- Philippe Leclerc de Hautecloque
- Charles de Gaulle
- Jean de Lattre de Tassigny
- Alphonse Juin
- Maxime Weygand
- Louis Franchet d'Espèrey
- Philippe Pétain
- Louis Hubert Lyautey
- Joseph Simon Gallieni
- François Certain Canrobert
- Patrice de Mac-Mahon
- Aimable Jean Jacques Pélissier
- Charles Delestraint
- Carlos de Foucauld, (santo)
- Philippe Morillon
- Henri Adeline
- François Duhourcau

### Extranjeros
- Luis II de Mónaco
- Felipe Ángeles
- Narciso Campero Leyes
- José Félix Estigarribia
- José Pessoa Cavalcanti de Albuquerque (Brasil)
- Emir Jaled
- Luis Miguel Sánchez Cerro
- Zine El Abidine Ben Ali
- Francisco Solano López
- Ion Antonescu